# San Luis (Uruguay)
San Luis ist eine Stadt in Uruguay.

## Geographie
San Luis befindet sich auf dem Gebiet des Departamento Canelones in dessen Sektor 8. Sie liegt dabei an der Küste des Río de la Plata zwischen dem östlich angrenzenden Los Titanes und dem westlich, getrennt durch den dort verlaufenden Arroyo del Bagre, anschließenden Guazú-Virá. Im nördlichen Hinterland befindet sich der Cerro Piedras de Afilar, an dem der Arroyo del Bagre seine Quelle hat.

## Geschichte
Am 15. Oktober 1963 wurde San Luis durch das Gesetz Nr.13.167 in die Kategorie „Pueblo“ eingestuft.

## Infrastruktur

### Bildung
San Luis verfügt mit dem 1993 gegründeten Liceo de San Luis über eine weiterführende Schule (Liceo).

### Verkehr
San Luis liegt an der Ruta Interbalnearia.

## Einwohner
Die Einwohnerzahl San Luis’ beträgt 1.878 (Stand: 2011).
| Jahr | Einwohner |
| ---- | --------- |
| 1963 | 367       |
| 1975 | 509       |
| 1985 | 648       |
| 1996 | 1.180     |
| 2004 | 1.224     |
| 2011 | 1.878     |

Quelle: Instituto Nacional de Estadística de Uruguay